# Palace of Fine Arts
Le Palace of Fine Arts (littéralement : le palais des Beaux-Arts) est un bâtiment de la ville de San Francisco en Californie qui se trouve dans le quartier de Marina District. Il fut construit à l'occasion de l'exposition internationale de Panama-Pacific organisée en 1915.

## Histoire

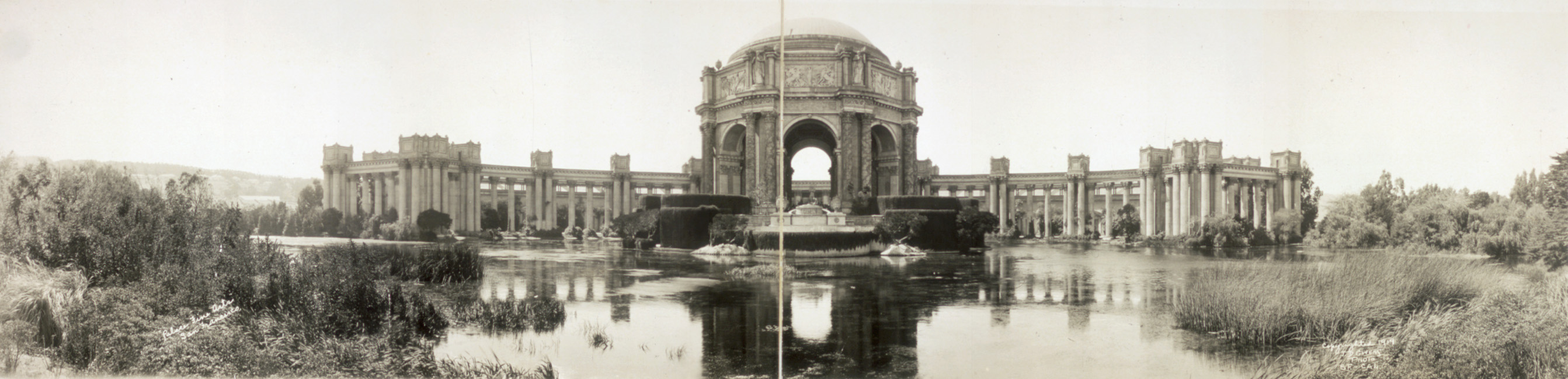
Le Palace of Fine Arts en 1919.

Le bâtiment dessiné par l'architecte Bernard Maybeck (en) (1862-1957) s'inspire de l'architecture classique grecque et romaine. Il a été décoré avec des frises sculptées et des figures allégoriques représentant la contemplation, l'émerveillement et la méditation, créées par Ulric Ellerhusen (en) (1879-1967). Le Palace of Fine Arts fait partie des deux bâtiments qui ne furent pas détruits après l'exposition. Le hall qui avait accueilli des peintures impressionnistes à également servi, jusqu'en avril 2013, de lieu d'exposition à l'Exploratorium, un musée consacré aux sciences.
Il existe une réplique du Palace of Fine Arts de San Francisco dans le parc d'attractions Disney California Adventure à Anaheim. Aujourd'hui, le Palace of Fine Arts est un lieu prisé par les couples pour faire les photographies de mariage. Un plan d'eau reflète l'édifice : il accueille des tortues, des grenouilles, des oies, des cygnes, des canards et des ratons laveurs. Le jardin est planté d'eucalyptus.

### Apparitions en fiction
Le bâtiment apparaît dans de nombreux films et séries télévisées comme un symbole de San Francisco :
- Sueurs froides d'Alfred Hitchcock (1958)
- C'était demain de Nicholas Meyer (1979)
- À double tranchant de Richard Marquand (1985)
- Le Célibataire de Gary Sinyor (1991)
- Rock de Michael Bay (1996)
- L'Homme bicentenaire (1999), de Chris Columbus
- The Room de Tommy Wiseau (2003)
- Instincts meurtriers de Philip Kaufman (2004)
- Big Eyes de Tim Burton (2014)
- Sense8 des Wachowski (2015)

## Galerie

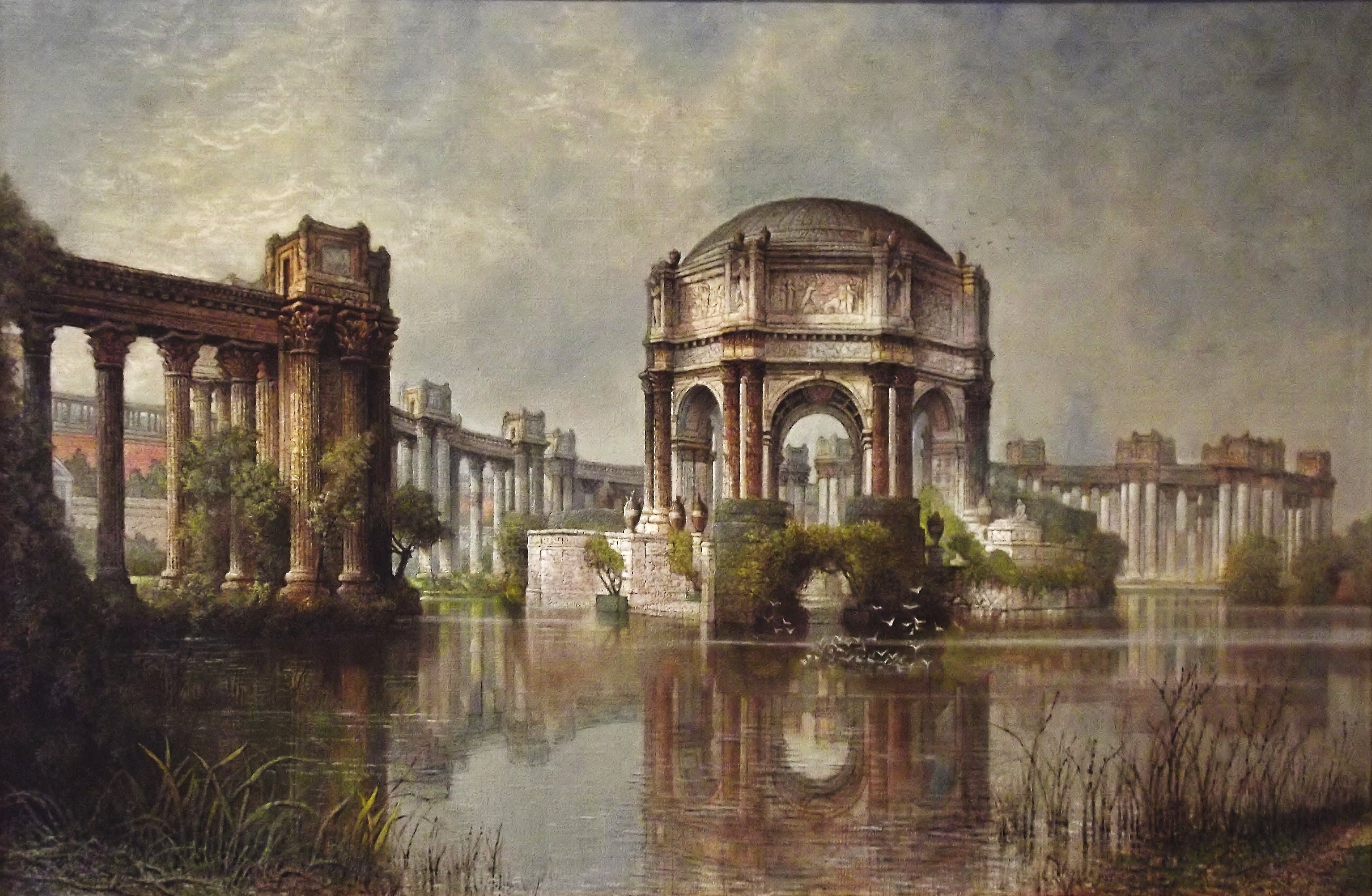
Edwin Deakin, Palace of Fine Arts and the Lagoon, 1915, Crocker Art Museum
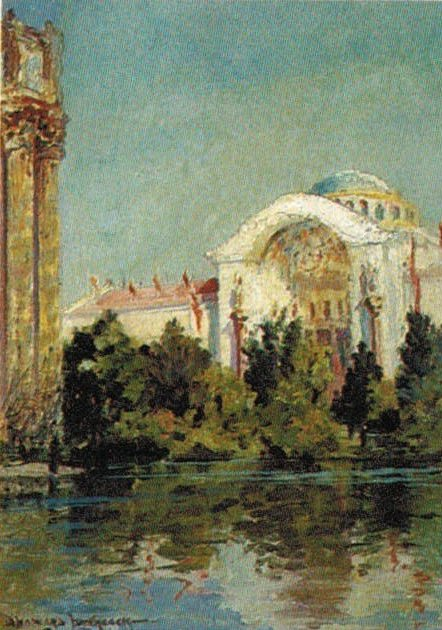
David Howard Hitchcock, Palace of Fine Arts, 1915
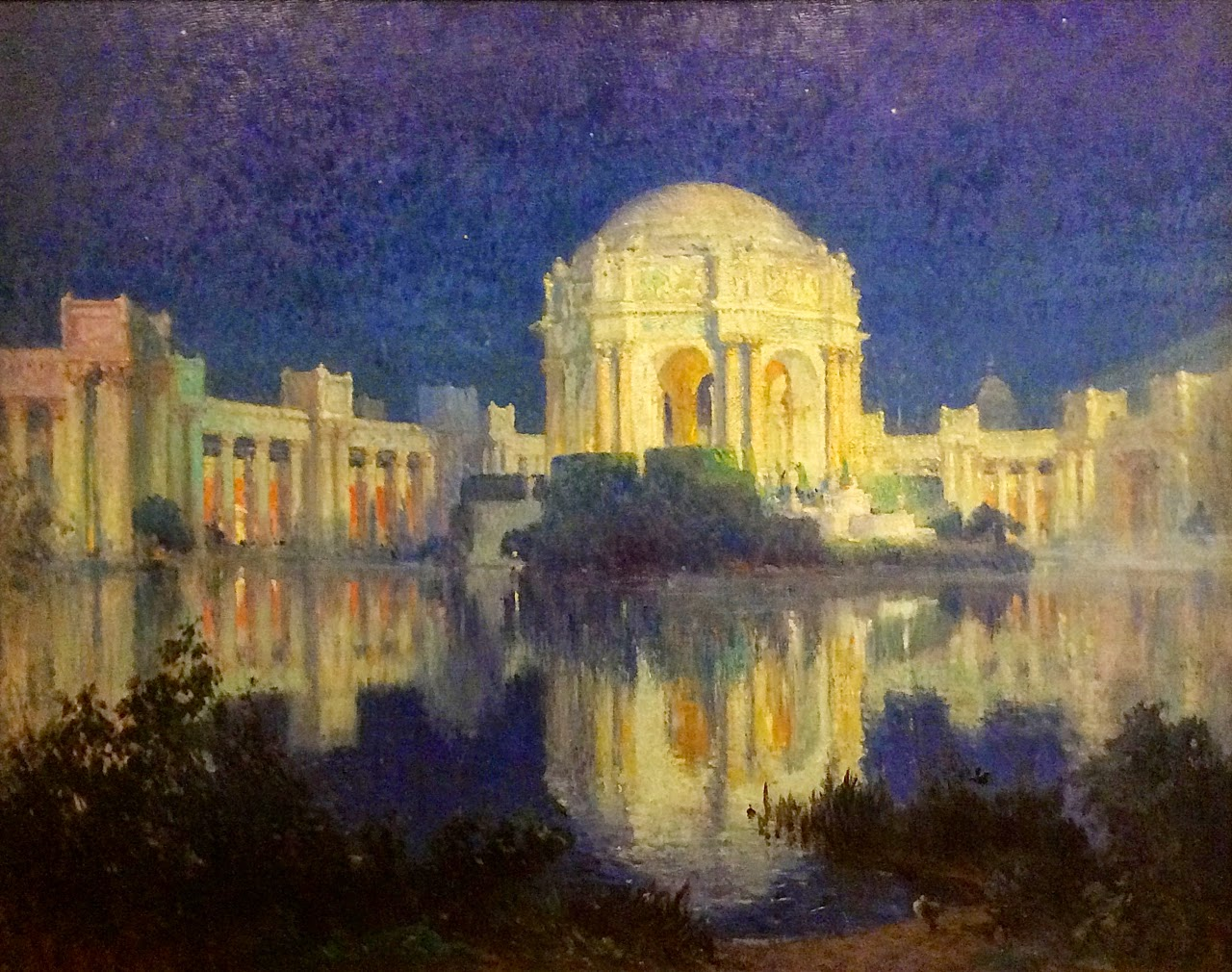
Colin Campbell Cooper, Palace of Fine Arts, vers 1915, Crocker Art Museum
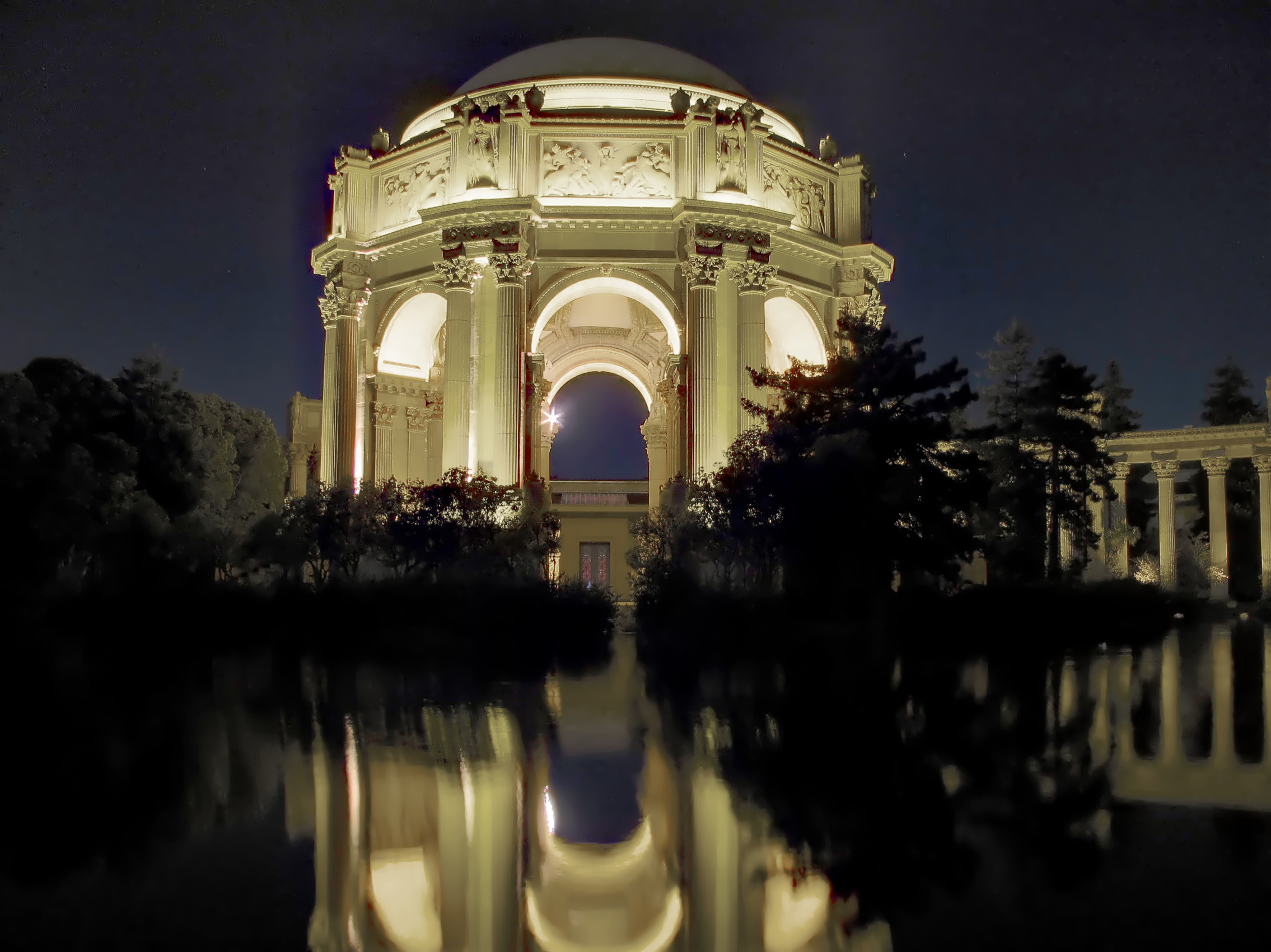
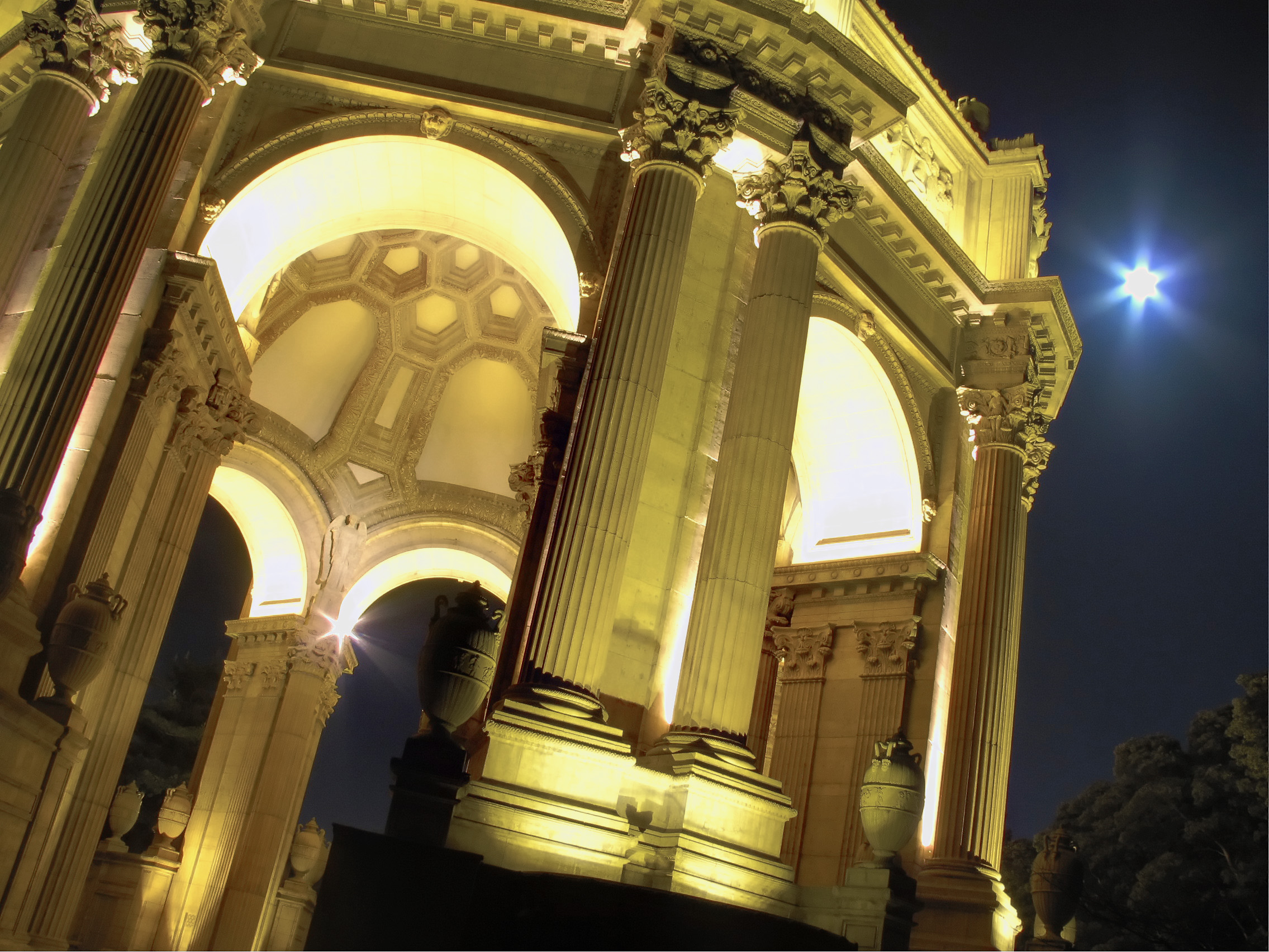
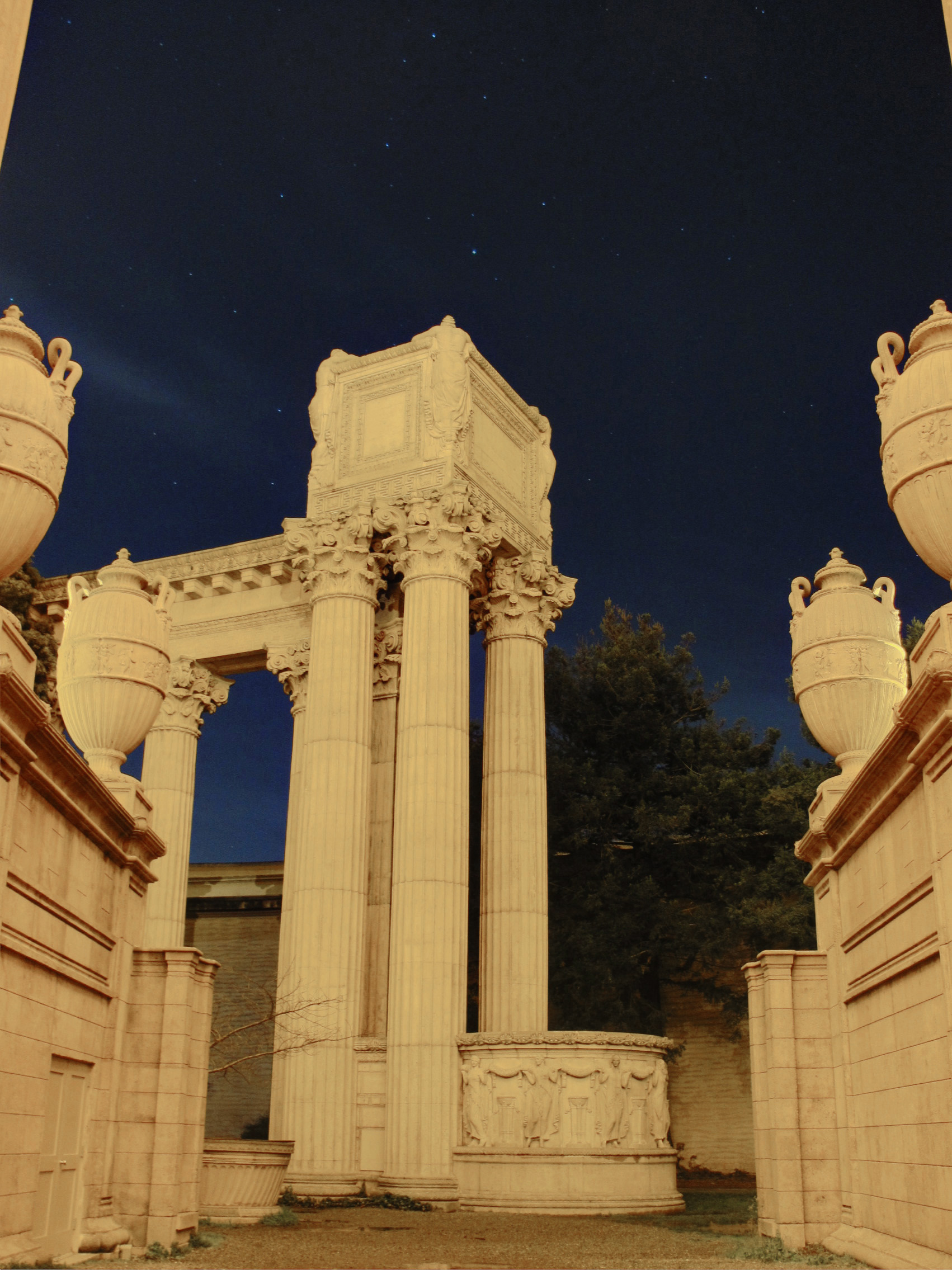
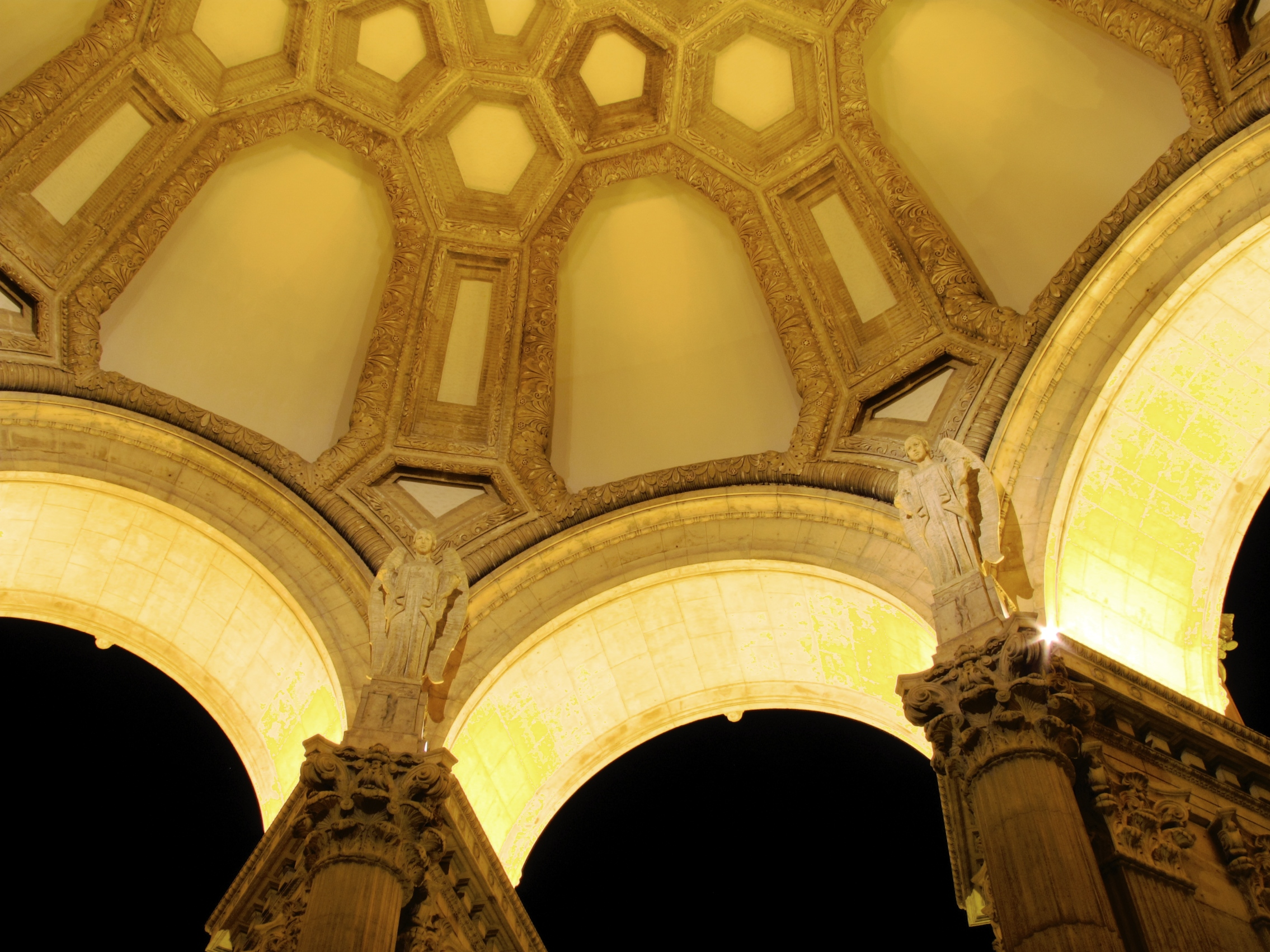
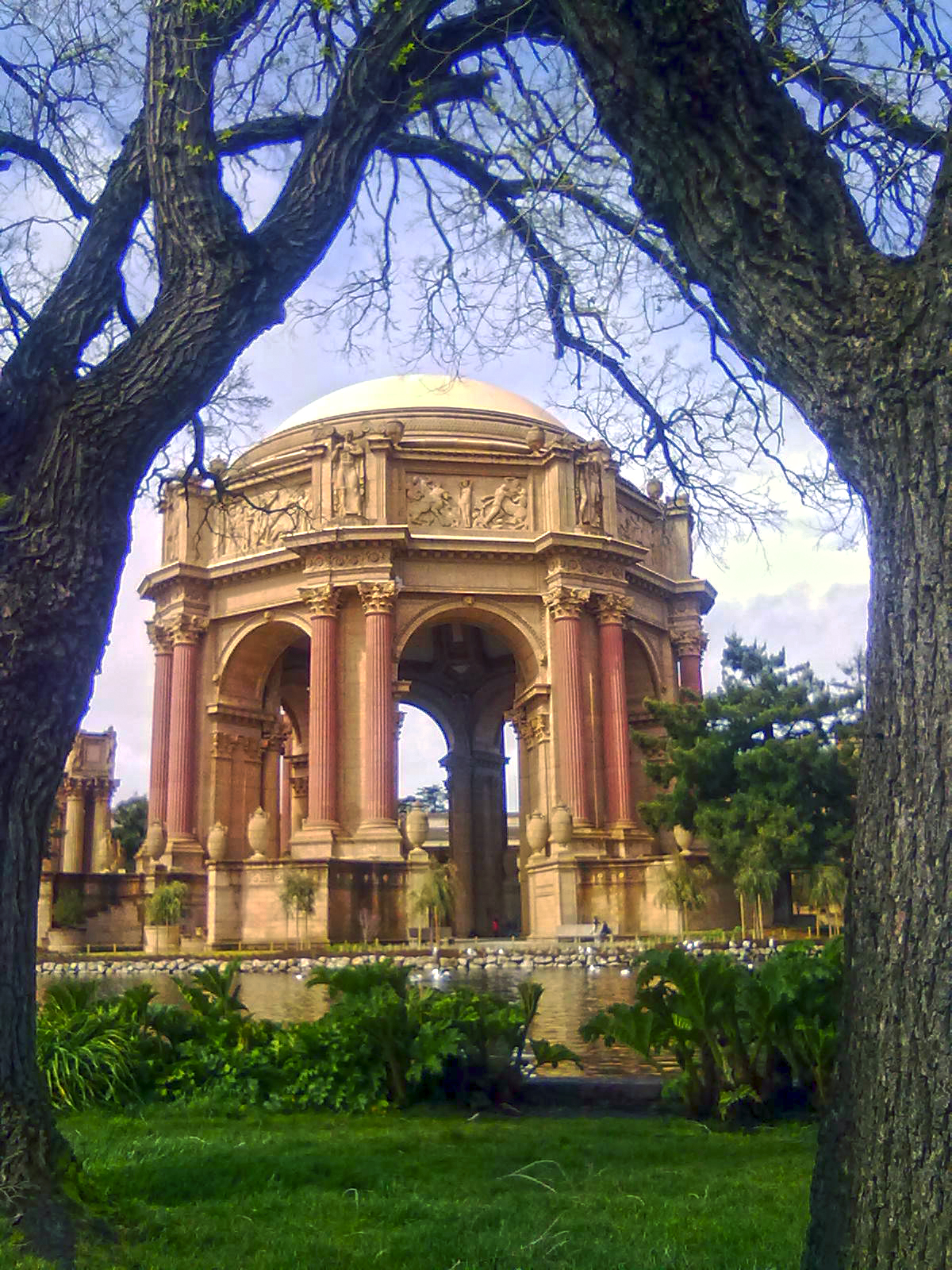
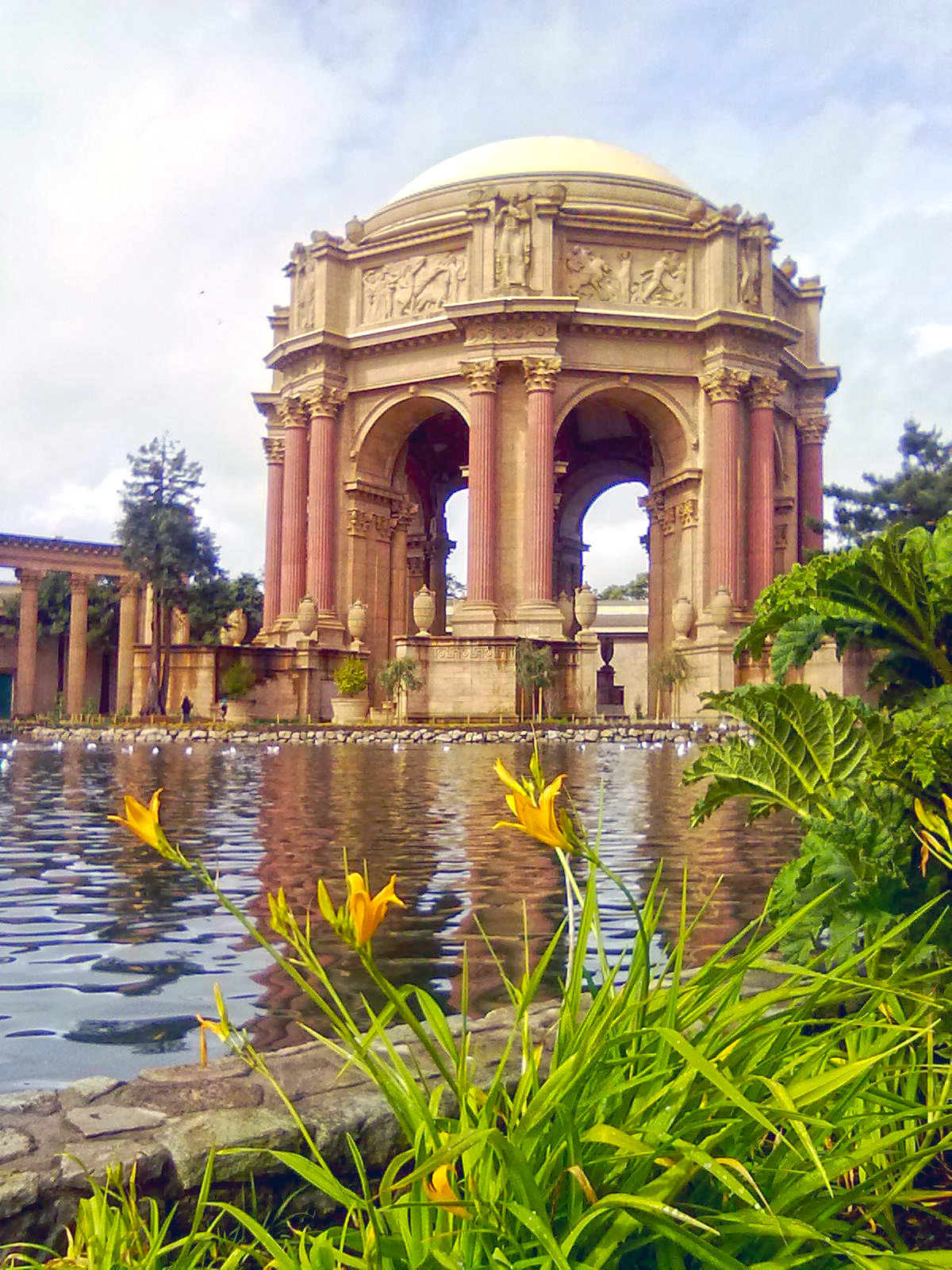